# Шкідник (тварина)
«Шкідливі» тварини — організми, з антропоцентричної точки зору є тою чи іншою мірою конкурентами людини. При великій чисельності і в певних умовах вони можуть тимчасово або систематично завдавати шкоди здоров'ю людини або збиток окремим галузям народного господарства. Нерідко до «шкідливих» тварин, за інерцією або через неосвічені забобони або з причини відсутності сучасних екологічних знань відносять види, безумовно корисні в господарстві людини (кроти, сороки), а також ті, що відіграють важливу роль у природних екосистемах (наприклад, вовк, хижі птахи). Слід також зазначити, що повністю «шкідливих» тварин, за дуже невеликим винятком (наприклад, деякі патогенні мікроорганізми), не існує. В одних природних умовах вони можуть завдавати шкоди, а в інших приносити користь (наприклад, сіра ворона). З екологічної точки зору «шкідливих» тварин у природі не існує. Так звані «шкідливі» тварини це — невід'ємна, істотна і важлива частина дикої природи.

## Правові проблеми
Найважливішою проблемою є відсутність чітких юридичних критеріїв до віднесення тих чи інших видів тварин до списку «шкідників». Стаття 86 Лісового кодексу України говорить про необхідність ліквідації осередків шкідників лісу. Проте ніде в Лісовому кодексі України не сказано, які саме тварини належать до списку «шкідників» лісу. Міністерство екології та природних ресурсів України систематично затверджує список різних пестицидів для боротьби з «шкідниками» сільського господарства. Тимчасові нормативи плати за спеціальне використання диких тварин, затверджені постановою Кабінету Міністрів України в 1996 р. свідчать, що оплаті підлягає добування «інших дрібних гризунів (крім щурів, домашніх та польових шкідників)». Однак списку цих польових «шкідників» немає, що дозволяє відносити до польових «шкідників» любих дрібних гризунів, що живуть в полях, нерідко взагалі не завдають ніякої шкоди польовим культурам. Єдиний офіційний в Україні список «шкідливих» тварин, розроблений для мисливського господарства затверджено Законом України «Про мисливське господарство та полювання». У нього внесені вовк, лисиця, єнот уссурійський, сорока, сіра ворона, грак, сойка, бродячі собаки і кішки. З екологічної, етичної і навіть господарської точок зору це список далеко не беззаперечний. Періодично видаються різні списки «шкідників» лісового, мисливського, садового, сільського, рибного господарств, що не мають юридичного статусу і куди заноситься величезна кількість видів тварин. Виданий у 1973 р. двотомник «Шкідники сільськогосподарських культур і лісових насаджень» містить 3400 видів «шкідливих» тварин, серед яких — заєць-русак, ховрахи, соні, тушканчики, сліпаки, грак, шпак, дубонос, горобці і омелюх. Подібна практика створює умови для безконтрольного, безвідповідального і агресивного знищення величезної кількості різних видів тварин (і рослин), за знищення яких ніхто не несе відповідальності. По суті знищення тварин-«шкідників» зараз ведеться за замовчуванням. Видання подібних довідників тільки сприяє розширенню видового терору проти диких тварин. Закон України «Про захист тварин від жорстокого поводження» не захищає тварин-«шкідників» від жорстокого поводження.
Сьогоднішня практика віднесення тих чи інших видів тварин до списку «шкідників» базується на видових ознаках. Дж. К. Хедлі вважає її економічно та екологічно недоцільною і пропонує для визначення «шкідливості» конкретного виду визначати його економічний поріг, під яким мається на увазі «практичний рівень збитку, вище якого збиток вже неприпустимий. Збиток вище цього критичного рівня змушує вважати вид шкідливим», і необхідно вжити заходів для усунення цієї шкоди. При обчисленні «неприпустимої шкоди» можуть враховуватися кормові потреби даної популяції виду за умови, що вона є не дуже численною, але життєздатною. Іншими словами, якщо дрібні польові гризуни поїдають певний відсоток врожаю польових культур, то це може бути визнано за ними як їх законне право. Заслуговує уваги і така точка зору, що слід погодитися з тим, що в «шкідливих» діях вовків, гризунів, сірих ворон та інших «шкідників» немає складу злочину.
Ще однією проблемою є те, що згідно з сучасним українським законодавством багато «шкідників» — вовків, шакалів, сірих ворон, польових гризунів і ін. не мають своєї вартісної оцінки, тобто безкоштовні, і за їх знищення у разі браконьєрства не виплачуються такси, що відшкодовують збиток, нанесений біорізноманіттю.
Наступною правовою проблемою є відсутність в Україні правового механізму для компенсації шкоди, заподіяної господарству людини дикими тваринами. У статті 35 Закону України «Про тваринний світ» сказано про необхідність виплати збитку, нанесеного власникам і користувачам об'єктами тваринного світу, проте ця стаття Закону не діє, тому що механізму реалізації даної статті не існує. Разом з тим, як показує, наприклад, досвід Польщі, виплата компенсацій за завдані дикими тваринами збитки в чому згладжує конфлікт між людиною і «шкідливою» твариною.

## Екологічні проблеми
Боротьба з тваринами-«шкідниками» має кілька складних екологічних проблем.
1. Як правило, методи боротьби з тваринами — «шкідниками» (різні отрути, капкани, гачки, самостріли тощо) не вибіркове, і тому нерідко замість «шкідників» через них гинуть інші види тварин. Так, при застосуванні родентицидів, приготованих на основі фосфіду цинку, гине понад 35 видів, занесених до Червоної книги України, а також велика кількість мисливських тварин і дрібних співочих птахів[14]. Навесні 2009 р. у Харківській області від застосування фосфіду цинку для боротьби з мишоподібними гризунами загинуло 1358 диких гусей[14]. У різних пастках проти комарів гинуть і інші комахи[1]. У капкани на вовка потрапляють хижі птахи і лісовий кіт, занесені до Червоної книги України[1][3].
2. При знищенні «шкідливих» тварин не відстежується динаміка їх чисельності та реальний економічний збиток, що завдається ними. В результаті боротьба з «шкідниками» ведеться безконтрольно, практично до повного їх знищення. У результаті масового і неконтрольованого знищення сліпаків, як «шкідників» сільського господарства, чотири їх п'яти видів, що мешкають в Україні опинилися на межі зникнення і занесені до Червоної книги України[15][16]. За даними відомого російського орнітолога В. А. Зубакіна, з дев'яти причин скорочення чисельності птахів Підмосков'я на третьому місці за значимістю стоїть винищення птахів як «шкідників» сільського, лісового або рибного господарства[17]. У Червону книгу України занесено щонайменше 90 видів тварин, які ще недавно розцінювалися як «шкідливі» тварини. До них можна віднести хижих птахів, сов, пеліканів, мишоподібних гризунів, рись, ховрахів, сліпаків, кілька видів вусанів, Кажанів, бакланів, ведмедя, садову соню та ін.[15]
3. Як правило види тварин, звинувачені у «шкідництві» деяким галузям народного господарства, своїм існуванням приносять користь іншим галузям народного господарства. Так, сойка, офіційно названа «шкідливою» для мисливського господарства, приносить велику користь лісовому господарству, оскільки сприяє поширенню посівів дуба[1][3][8]. Сорока, грак, лисиця, звинувачені у «шкідництві» мисливському господарству, поїдаючи величезна кількість комах і гризунів, приносять користь сільському господарству[1][3][8]. Занесений до списку «шкідливих» для мисливського господарства тварин вовк сприяє боротьбі зі сказом і є справжнім селекціонером диких копитних і санітаром лісу[8][18][19][20]. Гусениці деяких метеликів-«шкідників» навесні, об'їдаючи листя і хвою лісових дерев, сприяють більш рівномірному відкладенню опаду, а надходження випорожнень комах сприяє підживленню рослин[4]. Тому знищенням багатьох видів «шкідливих» тварин завдається велика шкода іншим галузям народного господарства, для яких ці види є корисними[1].
4. Боротьба з тваринами-«шкідниками» веде до загального скорочення біорізноманіття[1].
5. Кожен вид, у тому числі «шкідники», займає своє становище у кругообігу речовин і є носієм унікальної генетичної інформації. Знищуючи «шкідників», людина знищує екологічні зв'язки та механізми в природі[4].

## Етичні проблеми
Відомий американський екофілософ Т. Бірч вважає, що пошук в природі «ворогів» і «шкідників» і віковічна боротьба з ними — це результат імперського мислення людини. Кожна тварина, в тому числі і «шкідлива», згідно зекологічною етикою, має право на частку природних благ, на територію для життя і тому не повинна піддаватися будь-якій дискримінації. Боротьба з тваринами-«шкідниками» грубо порушує їхні права. Кампанії по знищенню тварин-«шкідників» сприяють поширенню в суспільстві жорстокості, цинічності, привчають людей до насильства щодо тварин, сприяють моральному розкладанню, підвищують поріг моральної чутливості суспільства, поширюють видовий терор, який за певних умов може перерости в терор політичний чи етнічний. Знищення тварин під виглядом «боротьби зі шкідниками» є самосудом, що давно заборонено законом і засуджено мораллю у всьому цивілізованому суспільстві. Так звана боротьба з «шкідниками» сприяє легалізованому браконьєрству, казнокрадства, безладності та нехлюйству в мисливській, лісовій, рибній та сільськогосподарській галузях. Завжди є небезпека нескінченного розширення списку «шкідливих» тварин і їх масового і неконтрольованого знищення.

## Біоксенофобіянародних поглядів у відношенні «шкідливих» тварин
У досить поширену групу «шкідливих» тварин входять види, які неосвічена чутка охрестила «нечистими». Як пособників диявола, відьом та чортів. Їхнє вбивство не вважалося поганим вчинком, а навпаки, заохочувалося і прирівнювалося до відпущення гріхів. Нерідко" нечистих "тварин вбивали з особливою жорстокістю — спалювали у вогні, розпинали на колу. До таких тварин відносяться кажани, змії, жаби, хижі птахи, павуки, сови, ласки тощо Вони користуються особливою нелюбов'ю людей і в багатьох місцях їх продовжують знищувати неосвічені люди, навіть незважаючи на червонокнижний статус багатьох тварин.

## Необхідні заходи щодо гуманізації регулювання чисельності «шкідливих» тварин
1. Обмеження чисельності «шкідливих» видів тварин необхідно вести природними, натуральними способами, а також використовуючи біологічні методи боротьби[7].
2. Сільське, лісове, рибне, мисливське господарства повинні відшкодовувати природі вартість знищених «шкідливих» видів тварин[4][6].
3. Стратегія захисту сільськогосподарських рослин повинна бути спрямована не на знищення «шкідників», а на зміну умов, які дозволяють з'являтися спалахів «шкідників»[4][6].
4. Створення громадської думки і правових механізмів проти різних неформальних груп зоохантерів (догхантерів, кроухантерів, бетхантерів, ретхантерів, фалкхантерів та ін.), що займаються нелегітимними акціями по знищенню «шкідливих» тварин[25].
5. Необхідно заборонити виробництво, продаж і використання фосфіду цинку та багатьох інших невибіркових пестицидів, які використовуються для боротьби з тваринами-«шкідниками», скорочувати площі, оброблювані отрутами, поступально знижувати обсяг застосування пестицидів. З досвіду Європейського Союзу в Україні необхідно заборонити всі біоциди, не діючі тільки на цільові групи та завдають шкоди навколишньому середовищу[4][6].
6. Необхідно розробити етичні норми і правила контролю чисельності гризунів та інших тварин-«шкідників», згідно з якими забороні в першу чергу повинні підлягати капкани і клейові пастки, в яких спіймана тварина довго мучиться, а також отрути невибіркової дії і не вбивають відразу[26]. На думку С. В. Попова, "споживачі повинні бути інформовані про страждання тих тварин, яких будуть знищувати за їх замовленням, а також про ті умови, які вживають дератизатори, щоб звести ці страждання до мінімуму і якомога менше нашкодити навколишньому середовищі[26].
7. Необхідно підвищити відповідальність за самовільне знищення багатьох так званих тварин-«шкідників». Наприклад, в Україні кріт — повсюдно знищуються в сільській місцевості[27], а в Німеччині і Польщі — вид, що суворо охороняється[6].
8. Скорочення на перших порах до мінімуму офіційного списку «шкідників» мисливського господарства, в першу чергу виключивши з нього вовка, лисицю, грака, сороку і сойку[1].
9. Розробка концепції благополуччя диких тварин, що припускає повну відмову від списків «шкідників», застосування пестицидів і впровадження гуманних методів контролю[26].
10. Проведення широких роз'яснювальних компаній проти застосування пестицидів, капканів, самострілів та інших екологічно небезпечних або жорстоких способів регулювання чисельності тварин «-шкідників»[1].
11. Необхідна розробка і впровадження екологічно безпечних методів відлякування «шкідливих» тварин від господарства людини. Так, замість знищення кротів на присадибних ділянках набагато ефективніше застосування народних гуманних методів відлякування цих тварин[28].
12. У планах по сільському, лісовому, мисливському, рибному господарству необхідно передбачати кормові потреби «шкідливих» тварин, як мають право на природні блага нарівні з людиною. Наприклад, необхідно визнати, що вовк має право на певну долю кабанів і оленів в мисливському господарстві, як і мисливці[19].
13. Видання різних списків і довідників тварин-«шкідників» має бути заборонено[4].
14. Роз'яснення дурості народних прикмет у відношенні «нечистих» тварин[3].
15. Розробка та затвердження механізму компенсації за збиток, нанесений дикими тваринами господарству людини[3].
16. У майбутньому всі спірні питання регуляції чисельності видів тварин, що завдають певний економічний збиток людині, можуть вирішуватися в суді, де інтереси тварин будуть представлятися адвокатами захисниками тварин[1].

## Закордонний досвід гуманізації контролю за «шкідливими» тваринами
В Англії Міністерство навколишнього середовища, продовольства і сільського господарства ініціювало дослідження, спрямовані на зниження ролі пестицидів та інших методів умертвіння для контролю чисельності гризунів. Австралія включила диких тварин (в тому числі і «шкідників») до Державної стратегії благополуччя тварин, що має на увазі виключення негуманного контролю чисельності тварин. У США створена Служба вирішення конфліктів з дикою природою, покликана впроваджувати гуманні методи контролю. У Росії та Білорусі використання фосфіду цинку заборонено.